# Unterseeboot U-87 (1916)
Pour les autres navires du même nom, voir Unterseeboot 87.
L'Unterseeboot U-87 est l’un des 329 sous-marins servant dans la marine impériale allemande pendant la Première Guerre mondiale. Il a participé à la guerre navale et a pris part à la première bataille de l'Atlantique. Il a coulé vingt-deux navires marchands avant le 25 décembre 1917, lorsque le HMS Buttercup a éperonné l'U-87 en mer d'Irlande et l’a attaqué à coups de charges de profondeur. Puis le HMS PC.56, un sloop de guerre de classe P, l’a coulé. Tout l’équipage de l'U-87, soit 44 personnes, a été perdu.

## Conception
Les sous-marins de type U 87 ont été précédés par les sous-marins de type U 81, plus courts. Le premier de son type, l'U-87 avait un déplacement de 757 tonnes en surface et 998 tonnes en immersion. Le navire avait une longueur hors tout de 65,80 m, et 50,07 m pour la coque sous pression, un maître-bau de 6,20 m, une hauteur de 9,35 m et un tirant d'eau de 3,88 m. Le sous-marin était propulsé par deux moteurs de 2400 ch (1800 kW) en surface et par deux moteurs de 1200 ch (880 kW) en immersion. Il avait deux arbres d'hélice. Il était capable de fonctionner jusqu’à 50 mètres.
La vitesse maximale du sous-marin était de 15,6 nœuds (28,9 km/h) en surface et de 8,6 nœuds (15,9 km/h) en immersion. Il pouvait parcourir 11380 milles marins (21080 km) à 8 nœuds (15 km/h) en surface et 56 milles marins (104 km) à 5 nœuds (9,3 km/h) en immersion. L'U-87 était armé de quatre tubes lance-torpilles de 50 centimètres, deux à l’avant et deux à l’arrière, de dix à douze torpilles, d’un canon de pont de 10,5 cm SK L/45 et d’un canon de pont de 8,8 cm SK L/30. Il avait un équipage de trente-six hommes : trente-deux matelots et quatre officiers.

## Perte et découverte
En août 2017, des chercheurs de l’université de Bangor (Pays de Galles) ont annoncé avoir découvert l’épave du U-87 à 10 milles au nord-ouest de l’île de Bardsey lors d’un relevé multifaisceaux dans le cadre du projet d’énergie marine renouvelable SEACAMS 2,. Des images sonar détaillées révèlent que l’épave est en un seul morceau mais qu’il semble y avoir une grande zone endommagée près du kiosque, probablement causée par la collision avec l’escorteur P.56.

## Affectations
- Flottille III : du 24 avril au 25 décembre 1917.

## Commandants
- Kapitänleutnant Rudolf Schneider[5] : du 26 février au 13 octobre 1917.
- Kapitänleutnant Freiherr Rudolf von Speth-Schülzburg[6] : du 13 octobre au 25 décembre 1917.

## Navires coulés
| Date             | Nom               | Nationalité  | Tonnage | Destin.   |
| ---------------- | ----------------- | ------------ | ------- | --------- |
| 23 mai 1917      | Bernisse          | Pays-Bas     | 951     | Endommagé |
| 23 mai 1917      | Elve              | Pays-Bas     | 962     | Coulé     |
| 26 mai 1917      | Lucipara          | Empire russe | 1943    | Coulé     |
| 26 mai 1917      | Saint Mirren      | Royaume-Uni  | 1956    | Coulé     |
| 30 mai 1917      | Bathurst          | Royaume-Uni  | 2821    | Coulé     |
| 30 mai 1917      | Hanley            | Royaume-Uni  | 3331    | Coulé     |
| 2 juin 1917      | Eliofilo          | Italie       | 3583    | Coulé     |
| 2 juin 1917      | Mississippi       | France       | 6687    | Endommagé |
| 4 juillet 1917   | Loch Katrine      | Royaume-Uni  | 151     | Coulé     |
| 8 juillet 1917   | Valetta           | Royaume-Uni  | 5871    | Coulé     |
| 10 juillet 1917  | Seang Choon       | Royaume-Uni  | 5807    | Coulé     |
| 11 juillet 1917  | Kioto             | Royaume-Uni  | 6182    | Coulé     |
| 12 juillet 1917  | Castleton         | Royaume-Uni  | 2395    | Coulé     |
| 16 juillet 1917  | Tamele            | Royaume-Uni  | 3932    | Coulé     |
| 19 juillet 1917  | Artensis          | Norvège      | 1788    | Coulé     |
| 21 juillet 1917  | Coniston Water    | Royaume-Uni  | 3738    | Coulé     |
| 19 août 1917     | Eika II           | Norvège      | 1268    | Coulé     |
| 21 août 1917     | SS Oslo           | Royaume-Uni  | 2296    | Coulé     |
| 22 août 1917     | Alexander Shukoff | Danemark     | 1652    | Coulé     |
| 27 août 1917     | Anna              | Danemark     | 1211    | Coulé     |
| 27 août 1917     | Aurora            | Danemark     | 768     | Coulé     |
| 13 décembre 1917 | Little Gem        | Royaume-Uni  | 114     | Coulé     |
| 24 décembre 1917 | Daybreak          | Royaume-Uni  | 3238    | Coulé     |
| 25 décembre 1917 | Agberi            | Royaume-Uni  | 4821    | Coulé     |